# Jazz Gitti
Jazz Gitti, de son vrai nom Martha Butbul, née Bohdal (née le 13 mai 1946 à Vienne) est une chanteuse autrichienne.

## Biographie
À 16 ans, elle remporte un concours pour jeunes. En 1962, elle part pour Haïfa, où elle se marie. Trois ans après, elle donne naissance à une fille nommée Shlomit. Elle revient à Vienne en 1971 et divorce. Deux ans plus tard, elle travaille comme serveuse au Jazz Freddy, où elle découvre son amour du jazz. Elle fonde son propre restaurant qu'elle appelle Cafe Zuckerl. En 1975, elle ouvre un bar où se donnent des concerts de jazz. Elle gagne alors le surnom de « Jazz Gitti ». Elle fonde un vrai club, le « Gittis Jazz-Klub », qui ferme en 1979.
De 1980 à 1983, le groupe Drahdiwaberl (de) l'invite à chanter dans certains de ses concerts. Elle sort ses premiers singles dont Hey you qui l'amène au concours de sélection pour le concours Eurovision de la chanson. Elle se consacre à la musique et crée son premier groupe « Jazz Gitti and her Discokillers ». Elle se fait une réputation en Autriche et en Allemagne.
Dès son premier album A Wunda en 1990, elle affirme son propre style. L'année suivante, elle reçoit un World Music Awards des mains de Cliff Richard. Elle est aussi récompensée pour sa participation à l'émission satirique Tohuwabohu (de) diffusée sur l'ÖRF. Malgré son succès, elle ne mène pas une carrière aussi active.

## Discographie
- 1990 : A wunda[1]